# 하동 정씨
하동 정씨(河東鄭氏)는 경상남도 하동군을 본관으로 하는 한국의 성씨 관향이다.

## 역사
하동 정씨는 본관은 같지만 시조를 달리하는 세 계통이 있다.
- 밀직공 국룡파(密直公 國龍派) : 평장사에 오른 정도정(鄭道正)을 시조로 한다. 그 후 후손의 기록이 없어 고려 때 문하시중을 지낸 후손 정석숭(鄭碩崇)을 1세조로 하고, 10세 정인지(鄭麟趾), 12세 정여창(鄭汝昌)으로 이어져 왔다.

- 정승공 응파(政丞公 膺派) : 고려 덕종 때 문과에 급제하고 금자광록대부(金紫光祿大夫) 도첨의 좌정승(都僉議左政丞)등을 지낸 정응(鄭膺)을 시조로 하고 6세 정희(鄭熙), 7세 정초(鄭招), 8세 정수충(鄭守忠), 9세 정세(鄭稅)로 이어져왔다.

- 지부사공 손위파(知部事公 遜位派) : 시조 정손위(鄭遜位)는 고려 숙종 때부터 명종 등 5왕조에 걸쳐 벼슬을 하여 정헌대부(正憲大夫), 지례부사(知禮部事), 응양대장군(膺揚大將軍), 문하시중(門下侍中)을 지내고 하동백에 봉해졌다.

## 조선 왕실과의 인척 관계
- 회원군(세종 적손자 귀성군의 양자)비 하동현부인 하동 정씨
- 덕흥대원군(중종의 서자) 정비 하동부대부인(선조의 생모)
- 도평군(정종의 서자) 사위 정여창
- 근녕군(태종의 서자) 사위 정석년
- 정의공주(세종의 차녀) 사위 정광조
- 의숙공주(세조의 장녀) 부마 정현조